# Onkologische Pflege
Onkologische Pflege ist eine deutsche Fachzeitschrift, die seit 2011, zunächst unter dem Titel „Forum Onkologische Pflege“, besteht. Sie erscheint vier Mal im Jahr und richtet sich in erster Linie an Praktikerinnen und Praktiker in der Onkologie: Pflegende, Medizinische Fachangestellte sowie im Kontext der onkologischen Pflege pädagogisch, psychosozial und wissenschaftlich Tätige. Onkologische Pflege hat das Ziel, die Versorgung in der onkologischen Pflege zu fördern, die Kompetenz von Pflegekräften in der Onkologie weiterzuentwickeln und ein Forum für Medizinische Fachangestellte zu bieten, die in ambulanten oder stationären onkologischen Einrichtungen arbeiten.
Onkologische Pflege ist das Organ der Konferenz onkologischer Kranken- und Kinderkrankenpflege (KOK), einer Arbeitsgemeinschaft der Deutschen Krebsgesellschaft. Sie erscheint im Zuckschwerdt Verlag, einem medizinischen Fachverlag. Jede Ausgabe behandelt einen Schwerpunkt mit mehreren Fachartikeln. Daneben werden aktuelle Themen und praxisrelevante Berichte veröffentlicht. Die Rubrik „Fortbildung“ behandelt ein Thema ausführlich, in der Reihe „KOKpedia“ werden jeweils ein wichtiges Arzneimittel, eine praxisrelevante Nebenwirkung sowie eine Studie vorgestellt. Berichte über Kongresse, Buchbesprechungen und ein Veranstaltungskalender runden das inhaltliche Spektrum der Zeitschrift ab.
Eine Perforierung der Seiten der Printausgabe erlaubt es, einzelne Beiträge herauszutrennen. So können Leserinnen und Leser individuelle Sammlungen von Artikeln für ihren Arbeitsalltag anlegen.
Die Onkologische Pflege ist sowohl gedruckt als auch elektronisch erhältlich.